# Паланґ-Коль
Паланґ-Коль (перс. پلنگ كل) — село в Ірані, у дегестані Ґашт, у Центральному бахші, шагрестані Фуман остану Ґілян. За даними перепису 2006 року, його населення становило 156 осіб, що проживали у складі 41 сім'ї.

## Клімат
Середня річна температура становить 14,35°C, середня максимальна – 27,90°C, а середня мінімальна – -0,90°C. Середня річна кількість опадів – 847 мм.
| Клімат поселення                              | Клімат поселення | Клімат поселення | Клімат поселення | Клімат поселення | Клімат поселення | Клімат поселення | Клімат поселення | Клімат поселення | Клімат поселення | Клімат поселення | Клімат поселення | Клімат поселення | Клімат поселення |
| Показник                                      | Січ.             | Лют.             | Бер.             | Квіт.            | Трав.            | Черв.            | Лип.             | Серп.            | Вер.             | Жовт.            | Лист.            | Груд.            |                  |
| Середній максимум, °C                         | 8,55             | 10,02            | 13,09            | 18,71            | 22,74            | 25,66            | 27,22            | 27,90            | 25,08            | 20,82            | 15,86            | 11,50            |                  |
| Середня температура, °C                       | 3,82             | 5,30             | 8,36             | 13,98            | 18,01            | 20,94            | 22,80            | 23,48            | 20,66            | 16,40            | 11,42            | 7,08             |                  |
| Середній мінімум, °C                          | −0,9             | 0,58             | 3,63             | 9,26             | 13,29            | 16,21            | 18,37            | 19,04            | 16,20            | 12,00            | 7,00             | 2,63             |                  |
| Норма опадів, мм                              | 89               | 71               | 71               | 54               | 40               | 25               | 16               | 38               | 82               | 124              | 107              | 130              |                  |
| Середньомісячна швидкість вітру, м/с          | 2.20             | 2.36             | 2.40             | 2.30             | 2.30             | 2.53             | 2.58             | 2.37             | 2.15             | 2.02             | 1.90             | 1.95             |                  |
| Середньомісячна сонячна радіація, кДж/м²·день | 6854             | 9048             | 11189            | 15818            | 20031            | 22531            | 23171            | 19779            | 16287            | 11136            | 8628             | 6652             |                  |
| --------------------------------------------- | ---------------- | ---------------- | ---------------- | ---------------- | ---------------- | ---------------- | ---------------- | ---------------- | ---------------- | ---------------- | ---------------- | ---------------- | ---------------- |
| Джерело:                                      |                  |                  |                  |                  |                  |                  |                  |                  |                  |                  |                  |                  |                  |